# Lycium ruthenicum
Lycium ruthenicum ist eine Pflanzenart aus der Gattung der Bocksdorne (Lycium) in der Familie der Nachtschattengewächse (Solanaceae).

## Beschreibung

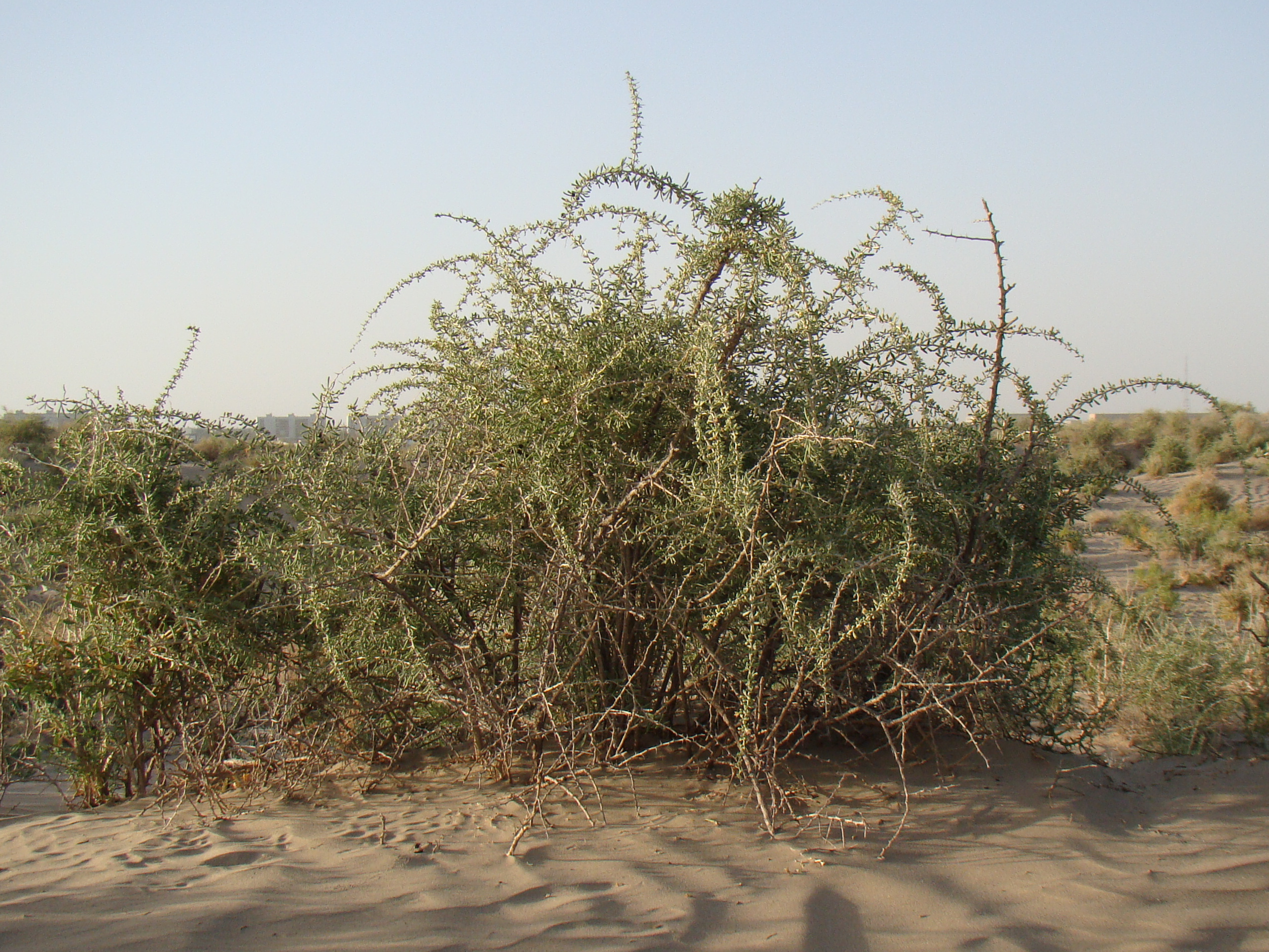
Habitus im Habitat

Lycium ruthenicum ist ein Strauch, der Wuchshöhen von 0,5 bis 2 m erreicht. Er ist mit schlanken Dornen bewehrt. Die Laubblätter sind 7 bis 30 mm lang und 0,5 bis 1,5 mm breit, sie sind sehr schmal verkehrt-lanzettlich und etwas fleischig. 
Die zwittrigen Blüten sind fünfzählig mit doppelter Blütenhülle. Der Kelch ist 3 bis 4 mm lang und in zwei Lippen geteilt. Die Krone ist 8 bis 10 mm lang und eng trichterförmig. An der Basis ist sie weißlich gefärbt, nach oben hin ist sie purpurfarben. Die Kronlappen haben eine Länge von 2 bis 3 mm. Die Staubblätter stehen über die Krone hinaus, die Staubfäden sind an der Basis flaumhaarig behaart.
Die Frucht ist eine schwarze Beere (Schwarze Goji-Beere).
Die Chromosomenzahl beträgt 2n = 24.

## Vorkommen
Lycium ruthenicum ist in Zentral- und Südwestasien beheimatet, kommt in Europa auch im Westen Kasachstans vor.

## Systematik
Die Erstveröffentlichung von Lycium ruthenicum erfolgte durch Johan Andreas Murray.
Molekularbiologische Untersuchungen belegen eine stark unterstützte Klade, die neben Lycium ruthenicum aus dem Gemeinen Bocksdorn (Lycium barbarum) und dem Chinesischen Bocksdorn (Lycium chinense) besteht. Die Beziehungen der drei Arten zu anderen altweltlichen Arten ist jedoch nicht eindeutig geklärt.